# 釜石愛宕テレビ中継局
釜石愛宕テレビ中継局（かまいしあたごテレビちゅうけいきょく）は、岩手県釜石市に設置されていたテレビ中継局。

## 中継局概要
| 放送局名              | チャンネル | 空中線電力           | ERP                 | 放送対象地域 | 放送区域内世帯数 |
| mit岩手めんこいテレビ | 42ch       | 映像500mW /音声125mW | 映像7.4W /音声1.85W | 岩手県       | 不明             |
| TVIテレビ岩手         | 44ch       | 映像500mW /音声125mW | 映像7.4W /音声1.85W | 岩手県       | 不明             |
| IBC岩手放送           | 46ch       | 映像500mW /音声125mW | 映像7.4W /音声1.85W | 岩手県       | 不明             |
| NHK盛岡総合テレビ     | 48ch       | 映像500mW /音声125mW | 映像7.4W /音声1.85W | 岩手県       | 不明             |
| NHK盛岡教育テレビ     | 50ch       | 映像500mW /音声125mW | 映像7.4W /音声1.85W | 全国         | 不明             |

## 所在地
- 釜石市浜町1丁目（愛宕山）

## 放送エリア・その他
- 釜石中継局からの電波が届きにくい釜石魚市場周辺地区をカバーしていた。
- なお、IAT岩手朝日テレビは当地に中継局を置いていないため、釜石局などを受信していた。
- 地上デジタル放送の中継局開設の予定はなく、釜石中継局などからの電波を受信することになる。そのため、当中継局は、2011年7月24日のアナログ放送終了時に廃局となる予定だったが、同年3月11日に発生した東日本大震災の影響から、廃局が2012年3月31日まで延期された。